# Kompas Gramedia
Kompas Gramedia je indonéská mediální společnost. Byla založena v roce 1963, a sídlí v Jakartě.
Je vydavatelem denníku „Kompas“. Je také vlastníkem knihkupectví Gramedia, sítě novin Tribun Network a hotelových řetězců (Santika, Amaris). Kromě toho ke skupině Kompas Gramedia patří vydavatelské firmy Elex Media Komputindo i Gramedia Pustaka Utama.
Jedná se o největší mediální konglomerát na indonéském trhu.